# Rick Priestley

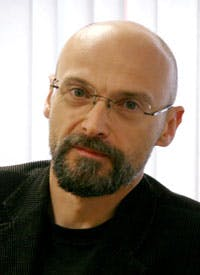
Rick Priestley

Rick Priestley (* 29. März 1959) ist ein britischer Spiele- und Buchautor und hauptsächlich bekannt als Miterfinder von Warhammer.

## Ausbildung und Karriere
Er machte seinen Abschluss in Archäologie 1981 in der Lancaster University. Rick Priestley entwickelte zusammen mit Bryan Ansell and Richard Halliwell das Fantasy-Tabletop-Spiel Warhammer Fantasy Battles für Games Workshop.:47 Games Workshop veröffentlichte das Spiel 1983. Rick Priestley entwickelte auch das Science-Fiction-Gegenstück, was als Warhammer 40.000: Rogue Trader im Oktober 1987 veröffentlicht wurde. Priestley entwickelte zusammen mit Andy Jones und Marc ur Black Library.:50 Rick Priestley entwickelte auch das Tabletop-Spiel Warmaster, das im Jahr 2000 von Games Workshop veröffentlicht wurde und Massenschlachten im 10-mm-Maßstab simuliert.:50
Priestley verließ Games Workshop im Jahr 2009. Er arbeitete als Berater auf der Basis einen Freelancers und ist Berater von River Horse Games. Er war Miteigentümer von Warlord Games, das im Juli 2023 25 % seiner Anteile an Hornby für 1,25 Millionen £ verkaufte.
Am Ende des Jahres 2011 wurde er in das Komitee Society of Ancients gewählt. Priestley half auch bei der Entwicklung des Tabletop-Spiels Bolt Action vor dessen Veröffentlichung 2012. Im Dezember 2012 gab Priestley bekannt, dass er ein neues Science-Fiction Spiel The Gates of Antares über Kickstarter finanzieren möchte. Es wurde 2015 als Beyond the Gates of Antares im Jahr 2015 von Warlord Games veröffentlicht.
Er wohnt in der Nähe von Nottingham.

## Arbeiten
Rick Priestley hat für Games Workshop die folgenden Spiele entwickelt und mitentwickelt:
- Warhammer Fantasy Battle (mit Bryan Ansell und Richard Halliwell)[10]
  - Terror of the Lichemaster, ein Set aus drei verbundenen Szenarios das die Warhammer-Regeln nutzt.
- Warhammer Ancient Battles (mit Jervis Johnson, Alan and Michael Perry)[11]
- 1644[12]
- Warhammer 40,000 (with Andy Chambers, Jervis Johnson and Gavin Thorpe in later editions)[13]
- Necromunda (mit Andy Chambers und Jervis Johnson)[14]
- Warmaster (mit Alessio Cavatore und Stephan Hess)[15]
- Warmaster Ancients[16]
- The Alamo: Victory or Death[17]
- Middle-Earth Tabletop-Strategiespiel (mit Alessio Cavatore)[18]

Seit seinem Wechsel zu Warlord Games, hat er die folgenden Spiele entwickelt oder mitentwickelt:
- Black Powder (mit Jervis Johnson und John Stallard)[19]
- Hail Caesar[20]
- Bolt Action (mit Alessio Cavatore)
- Beyond the Gates of Antares
- Warlords of Erehwon
- The Red Book of the Elf King (für Lucid Eye Publications)
- Space Battles: A Spacefarers Guide (für Wombat Wargames)[21]